# ヤマトナオミチ
ヤマト ナオミチ（大和 直道、1973年11月1日 - ）は、日本のアニメーション監督、演出家。山口県出身。

## 経歴
専門学校でアニメ制作を学んだ後、アニメ制作会社「トランス・アーツ」に動画担当として入社。2005年までは「スタジオガッツ」に所属し、その後フリーランスとして活動している。
1990年代よりアニメ業界で活動を開始。初期には『ムカムカパラダイス』『バロムワン』などで動画、原画、制作進行を担当。その後演出に転向し、2010年代には『FAIRY TAIL』『革命機ヴァルヴレイヴ』などで各話演出を手がけた。『閃光のナイトレイド』（2010年）、『新世界より』（2012年）、『まじっく快斗1412』（2014年）では助監督を務めた。
劇場作品では『劇場版マクロスΔ 激情のワルキューレ』（2018年）、『劇場版マクロスΔ 絶対LIVE!!!!!!』（2021年）で演出・副監督を担当。『宇宙戦艦ヤマト2205 新たなる旅立ち』（2021年 - 2022年）では演出を務めた。
2024年公開の『ヤマトよ永遠に REBEL3199』で監督デビュー。本作は全7章構成の劇場シリーズで、1980年の劇場版『ヤマトよ永遠に』のリメイクにあたる。

## 作風
SFやロボットアニメを得意とし、細部まで緻密な演出を施すのが特徴。特に脚本の情報量が多い作品においても、視聴者に分かりやすく伝えることを重視している。また、CG技術の活用にも積極的で、例えば『まじっく快斗1412』ではCGを用いたエンディング演出を担当した。

## 評価
『宇宙戦艦ヤマト2202 愛の戦士たち』の監督・羽原信義は、『ヤマトよ永遠に REBEL3199』について「人の機微や演技のタイミングまで相当練り込まれていて、非常に丁寧な作り」と評価した。また、読売テレビのプロデューサー・諏訪道彦は、ヤマトナオミチを「プロの職人」と評し、細部までこだわった演出が作品に深みを与えているとコメントしている。

## 活動
2023年、アニメ業界の技術継承を目的とした「一般社団法人日本アニメフィルム文化連盟 (NAFCA)」の設立理事に就任。アニメーター技能検定の実施など、業界の持続的発展に向けた活動を行っている。

## 代表作品

### テレビアニメ
- 『閃光のナイトレイド』（2010年） - 助監督
- 『新世界より』（2012年 - 2013年） - 助監督
- 『まじっく快斗1412』（2014年 - 2015年） - 助監督

### 劇場アニメ
- 『劇場版マクロスΔ 激情のワルキューレ』（2018年） - 演出
- 『劇場版マクロスΔ 絶対LIVE!!!!!!』（2021年） - 副監督
- 『宇宙戦艦ヤマト2205 新たなる旅立ち』（2021年 - 2022年） - 演出
- 『ヤマトよ永遠に REBEL3199』（2024年 - ） - 監督